# ピサ
ピサ（伊: Pisa ( 音声ファイル)）は、イタリア共和国トスカーナ州にある都市であり、人口約89,000人の基礎自治体（コムーネ）。
ピサ県の県都である。

## 名称
Pisa は [ˈpiːza] （ピーザ）と発音される。

## 地理

### 位置・広がり
市北部にはピサーノ山があり、ヴァルダルノ谷と接する。市はリグリア海で潟地帯を形成するアルノ川とセルキオ川の合流地点にある。
ピサ西部を含むヴィアレッジョとリヴォルノの間の地中海沿岸地域は、2004年にユネスコの生物圏保護区に指定された。

#### 隣接コムーネ
隣接するコムーネは以下の通り。括弧内のLIはリヴォルノ県所属を示す。
- カーシナ
- コッレサルヴェッティ (LI)
- リヴォルノ (LI)
- サン・ジュリアーノ・テルメ

### 気候分類・地震分類
ピサにおけるイタリアの気候分類 (it) および度日は、zona D, 1694 GGである。
また、イタリアの地震リスク階級 (it) では、zona 3 (sismicità bassa) に分類される。

## 歴史

### 古代
ピサの起源は数世紀にわたって不明なままである。ペラスゴイ人、ギリシャ人、エトルリア人、リグーリア人といった民族が市の創立者の候補となっている。紀元前5世紀の考古学的痕跡は、ピサがギリシャ、ガリアと交易を行っていた港湾都市だったことを立証している。1991年のアレーナ・ガリバルディ（プロサッカークラブACピサ1909のホームグラウンド・スタジアム）での発掘作業中にエトルリアのネクロポリスの遺跡が発見され、エトルリア人が主導的地位にあった可能性が高まった。
古代ローマの書物で、ピサは「古都」として記述されることが多い。マウルス・セルウィウ・ホノラトゥスはピセイ王 (Pisei) テウティまたはペロペスが紀元前13世紀に町を作ったとした。ストラボンはピサの起源を神話の中のトロイ陥落後のピロス王ネストルにあるとした。ウェルギリウスは『アエネイス』において、ピサは既に大きく発展した都市だと記述した。エトルリア人の土地にできた市の基礎は、アルフェウス川流域出身の移住者にあるとされていた。
軍船の武器である衝角はピサが起源とされており、ピサの軍港としての役割は既に古代から、揺るぎのないものとなっていた。ピサは、当時小さな村にすぎなかったジェノヴァからオスティアへ至る沿岸唯一の防衛拠点であった。ピサは、ローマ海軍の対リグーリア人、ガリア人、カルタゴ人遠征の基地とされた。紀元前180年、ローマ法の下で植民地ポルトゥス・ピサヌス (Portus Pisanus) となった。紀元前89年、ポルトゥス・ピサヌスはムニキピウムとなった。皇帝アウグストゥスは重要港として植民地の防衛を強化し、その名をコロニア・ユリア・オブセクエンス (Colonia Iulia obsequens) へ変更した。313年以降、キリスト教の司教座が置かれていた。

### 古代後期・中世初期
ローマ帝国の末期、イタリアの他都市は衰退の道を歩んだが、ピサはさほど衰えなかったといわれている。これは河川の水運の規模の大きさと、強力な防衛力に支えられていた。7世紀、ピサはローマ教皇グレゴリウス1世 に対し、教皇が行うラヴェンナの対東ローマ帝国軍事遠征においておびただしい数の船舶を供給することで支援した。ピサは、トスカーナ（当時はトゥスキア）が自らの通商権が妨げられた近郊地域とともに同化したことで、大した抵抗もなくロンゴバルド族の手に陥ちた中、たった一つ残った東ローマ帝国の中心であった。ピサはこのやり方で北ティレニア海の主要港としてその存在を重くし、トスカーナ＝コルシカ島およびサルデーニャ島、フランス・スペインの南岸間の主要貿易中心地となった。
カール大帝が、ロンゴバルド王デジデリウス指揮のロンゴバルド軍を774年に打破した後、ピサは危機を迎えたがすぐに回復した。政治的にはルッカ公国の一部となった。930年、ピサはトゥスキアの辺境侯内の州都となった（この地位は神聖ローマ皇帝オットー1世が即位するまで保持された）。ルッカは首都となったが、ピサはそれをしのぐ最重要都市となった。10世紀半ばのクレモナ司教リウトプランドは、ピサを『トゥスキア州の首都』(Tusciae provinciae caput) と呼んだ。そして一世紀後、トゥスキア辺境侯はピサ侯と普通に称されるようになった。1003年、ピサは、ルッカの方針に反し、イタリアにおける最初のコムーネ戦争の主役となった。海軍の要衝としての観点から、9世紀以降サラセン人海賊の出現が市をその海軍力の拡大に駆り立てることとなった。続く年月、この海軍力がピサにさらなる拡大の機会を与えた。828年、ピサ艦隊が北アフリカを猛襲した。871年、ピサ艦隊はサラセン人からのサレルノ防衛の主力となった。970年、ピサ艦隊は、カラブリア沿岸の前線で東ローマ帝国艦隊を打ち負かすという、オットー1世の遠征に強力な支援も行った。

### 11世紀

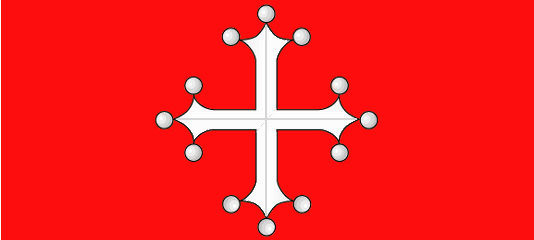
ピサ共和国の旗。イタリア海軍旗を構成する歴史的なイタリア海洋共和国旗の一つ

ピサの力は強固な海運国家として成長し始め、歴史的なイタリアの海洋国家4つのうち1つ（その他の3つとは、アマルフィ共和国、ジェノヴァ共和国、そしてヴェネツィア共和国）に数えられる伝統ある栄誉を獲得した、11世紀に頂点に達した（レプブリケ・マリナーレ）。
当時、ピサは非常に重要な貿易市であり、突出した地中海商人の艦隊および海軍によって管理されていた。1005年、南イタリアのレッジョ・カラブリア略奪によってその勢力を伸ばした。ピサは絶え間なく、サルデーニャやコルシカを基地とし、地中海を手中に置こうとするサラセン人と対立した。1017年、サラセン人王ムガヒドの敗北によって、ジェノヴァと同盟したピサがサルデーニャを陥落させた。この勝利は、ピサにティレニア海での覇権を与えた。ピサがその後サルデーニャからジェノヴァを追い出すと、新たな対立と敵対関係が2つの海洋共和国の間に生まれた。1030年から1035年の間、ピサはシチリアにおいていくつもの敵対する町を打ち負かすのに成功し、北アフリカのカルタゴを征服した。1051年から1052年、提督ヤコポ・チウリーニがジェノヴァからさらなる憤怒を挑発して、コルシカ島を征服した。1063年、提督ジョヴァンニ・オルランドはサラセン人海賊からパレルモを奪ったノルマン人ルッジェーロ1世の支援へ向かった。パレルモでサラセン人から黄金の財宝を奪うことをピサ人は許された（ピサ大聖堂や有名なミラコーリ広場を建てるためであった）。
1060年、ピサはジェノヴァとの最初の戦いに従事しなくてはならなかった。ピサの勝利が、地中海でのその地位を堅固にすることとなった。教皇グレゴリウス7世は1077年にピサ人によって施行された『海の慣習法』を承認した。そして皇帝ハインリヒ4世はピサに、長老会議で助言される独自の執政官を任命する権利を授けた。これは単純に当時の状況の確認であった。なぜならばそれまでピサ侯が既に権力から閉め出されていたからである。1092年、教皇ウルバヌス2世は、ピサをコルシカおよびサルデーニャにおける宗主国として認め、同時に町の地位を大司教座の位へ引き上げた。 
1088年、ピサは北アフリカのマフディア（現チュニジア）を略奪した。4年後、ピサとジェノヴァの艦隊は、バレンシア王国のエル・シッドを討つカスティーリャ王アルフォンソ6世を支援した。120隻ものピサ艦隊は第1回十字軍にも参加した。そしてピサ人は1099年のエルサレム占領において助けとなった。聖地へ至るピサの艦隊は、東ローマ帝国領の島々をいくつか略奪する機会を忘れなかった。ピサ人の十字軍はピサ大司教ダゴベルト（のちにエルサレム総主教となる）に率いられていた。ピサとその他の海洋共和国は十字軍で、シリア、レバノン、パレスチナの東地中海沿岸諸都市で通商地点や植民地をつくった。特にピサ人はアンティオキア、ヤッファ、トリポリ、ティルス、ラタキヤ、アッコンに植民地をたてた。彼らはエルサレムとカエサリアにも別の所領を持ち、加えてカイロ、アレクサンドリアに、より小さな自治権を持つ植民地を抱えていた。もちろんコンスタンティノープルにも、皇帝アレクシオス1世コムネノスから特別な係留許可と通商権とを授けられていた。これら全ての都市で、ピサ人は特権と徴税免除権を授けられていた。しかし都市が攻撃された場合は防衛に貢献しなければならなかった。12世紀、コンスタンティノープル東部にあるピサ人居住区は人口1,000人に成長していた。12世紀の数年間、ピサはヴェネツィア共和国に打ち勝ち、東ローマ帝国と軍事同盟を結んだ国家であり、最も地位に揺るぎない商人となっていた。

### 12世紀

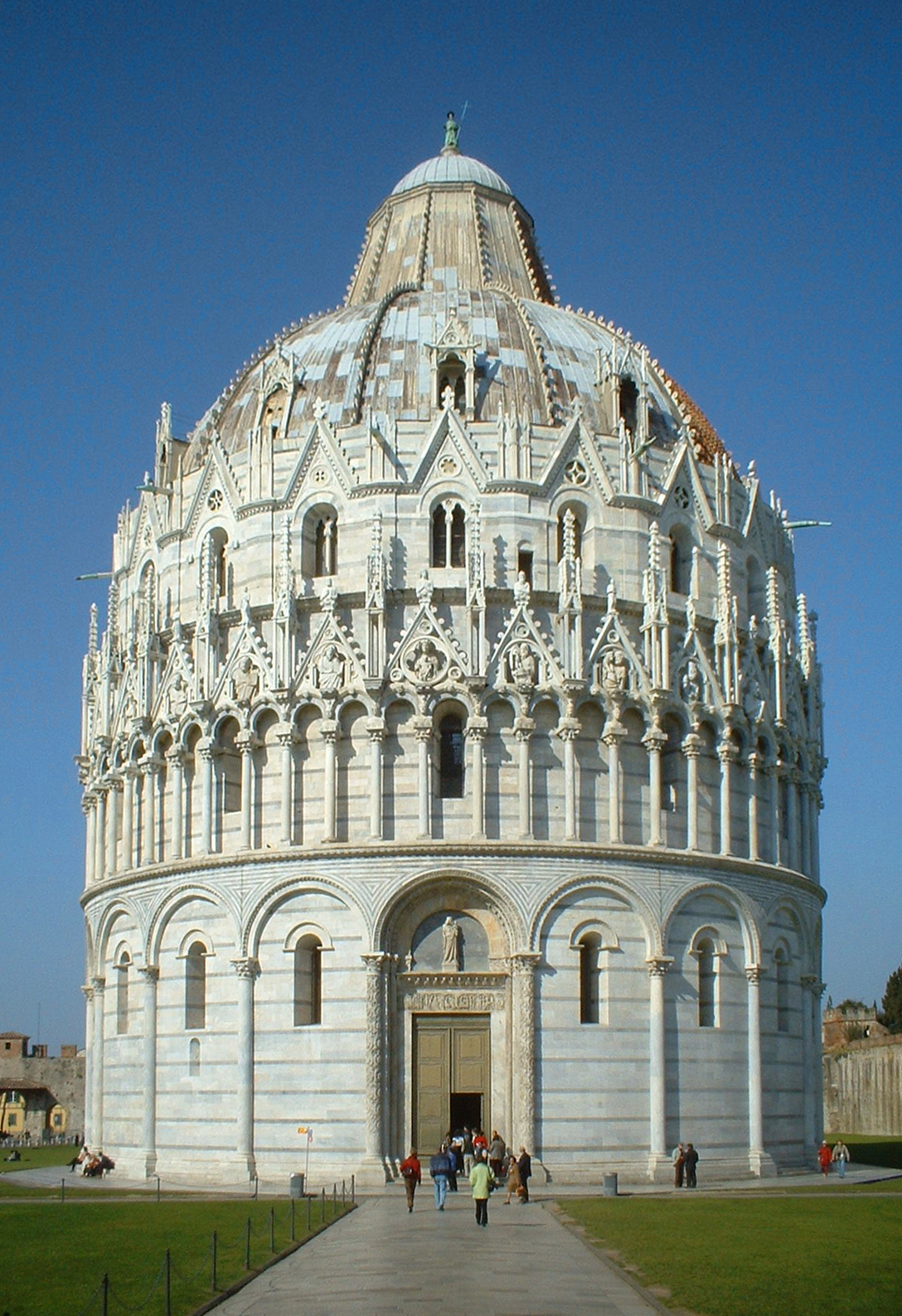
大聖堂付属洗礼堂

1113年、ピサと教皇パスカリス2世は共にバルセロナ伯とその他プロヴァンスおよびイタリア諸侯（ジェノヴァを閉め出している）と組んでムーア人からバレアレス諸島を解放する戦争を始めた。マジョルカの王・王妃は鎖につながれてローマへ連行された。ムラービト朝はすぐに諸島を再征服したのだが、戦利品はピサ人が壮麗な建物の部品とするため持ち出していた（特に大聖堂建設のため）。ピサは西地中海における最高位を狙える地位を得た。
その後数年の強力なピサ艦隊は、ピエトロ・モリコーニ大司教に率いられ、残忍な戦闘の後にサラセン人を海へ投げ込んだ。短期間ではあるが、ピサのこのスペインにおける戦勝はジェノヴァとの敵対関係を悪化させた。ピサの対ラングドック貿易、対プロヴァンス貿易（ノーリ、サヴォーナ、フレジュス、モンペリエ）は、イエール、フォス、アンティーブ、マルセイユのような都市でジェノヴァ勢力の障害となったのである。
1119年にジェノヴァが、母国へ戻る途中の数隻のピサ船舶に攻撃したことで戦争が始まり、1133年まで続いた。2都市は互いに陸海で争ったが、戦闘行為は海賊のような猛攻と略奪に限られていた。
1135年6月、クレルヴォーのベルナルドゥスがピサ会議の主導者となり、彼は1130年に選出された教皇アナクレトゥス2世に対抗してインノケンティウス2世の権利を援護した。アナクレトゥス2世はノルマン人支持を得て教皇に選出されたが、ローマの外では正式な教皇に認められていなかった。インノケンティウス2世はジェノヴァとの対立を解消すべく、ピサとジェノヴァそれぞれの領域を取り決めた。 ピサは決定にならったが、ジェノヴァによって妨げられた。シチリア王ルッジェーロ2世とインノケンティウス2世の対立が関係していたためである。海洋共和国の一つアマルフィ共和国（ノルマン支配に変わってから既に衰退し始めていた）を、ピサが1136年8月6日に征服した。ピサは港に停泊する船舶を破壊し、周辺地域の複数の城を略奪、そしてアヴェルサからルッジェーロ2世が送り込んだ軍を後退させた。この勝利がピサをその権力の頂点へ導き、ヴェネツィアと対等の位置へと押し上げた。2年後、ピサ兵がサレルノを略奪した。
続く数年、ピサはギベリン（皇帝派）の忠実な支持者の一つであった。これが皇帝フリードリヒ1世によってさらに評価された。彼は1162年と1165年に2つの重要な公文書と、以下の特権を授けた。『ピサの田園地帯における司法権から帝国が手を引くこと、ピサ人は神聖ローマ帝国全土、チヴィタヴェッキア、ポルトヴェーネレ、パレルモの半分、メッシーナ、サレルノ、ナポリ、ガーエタ全体、マーザラ・デル・ヴァッロ、トラーパニなど沿岸都市で貿易の自由が授けられること、シチリア王国の全ての都市でピサ商人の家が通りに建てられること』。これらの特権の一部は後にハインリヒ6世、オットー2世、フリードリヒ2世らによって追認された。これらはピサの権力の最高潮を記していた。しかし、ルッカ、マッサ、ヴォルテッラ、フィレンツェといった都市のピサへの敵意にも拍車がかかった。これら諸都市は海に向かって横切り自国の力を拡大するもくろみがあった。ルッカとの衝突も、モンティノーゾ城の所有と、フランチジェナ街道（ローマ＝フランス間の主要交易道）の掌握という狙いに関係していた。ピサの突然の権力拡大は、ジェノヴァとの別の戦いへ導くことになっただけだった。
ジェノヴァは南フランスの市場で広範囲に優勢な地位を獲得していた。戦争は1165年にローヌ川で、ピサの通商中心地へ護送していたピサ船を、ジェノヴァと同盟者であるトゥールーズ伯が攻撃したことで始まった。これは失敗した。ピサは他方でプロヴァンス伯とも同盟していたのである。戦争は1175年まで決定的な勝利のないまま続けられた。摩擦の別の局面は、ピサ、ジェノヴァともハインリヒ6世によって特権を授けられていたシチリアで起きた。1192年、ピサはメッシーナ征服を成し遂げた。この挿話は、1204年のジェノヴァのシラクーザ占領という全盛を極めた戦いによって、続いて起きた。後、シチリアの貿易地点は新教皇インノケンティウス3世が即位したことで失われた。彼の前任者ケレスティヌス3世（フィレンツェ率いるトスカーナのゲルフ同盟と同盟していた）によってピサが破門された見解を排除したにもかかわらずである。すぐに彼はジェノヴァとの条約を明文化し、南イタリアでのピサの存在がさらに弱まることになった。
南ティレニア海でジェノヴァが優勢であるのと反対に、ピサはスペイン・フランスの伝統的な基盤との協力関係を強化していた（マルセイユ、ナルボンヌ、バルセロナなど）。そしてアドリア海を治めるヴェネツィアへ挑もうとしていた。1180年、ピサとジェノヴァはティレニア海およびアドリア海での非集団的条約に同意した。しかしコンスタンティノープルの皇帝マヌエル1世コムネノスが死んだことで状況が変化した。すぐにヴェネツィアの護送船団が東ローマで攻撃されたのである。ピサはアンコーナ、プーラ、ザダル、スプリト、そしてブリンディジとの貿易・政治的法令に署名した。1195年、ピサの船隊はヴェネツィアからの独立を守るプーラへ到着したが、セレニッシマ（ヴェネツィア共和国の別称）はすぐ反乱を起こした海港を再平定し遂げたのである。
1年後、2都市はピサにとって好ましい結果となった和平条約に署名した。しかし1199年、ピサ人がプッリャにあるブリンディジ港を封鎖するという乱暴をジェノヴァに対して働いた。続く海戦ではピサはヴェネツィア艦隊に破られた。1206年に終わった戦争で、ピサはアドリア海への拡大の野望を全てあきらめる条約を結んだ（アドリア海での既にある貿易地点は保持された）。ピサ＝ヴェネツィア共闘における観点から、ジェノヴァの台頭に対抗して団結し、時には対コンスタンティノープル貿易による恩恵の増大に手を結んだのだった。

### 13世紀
1209年と1217年、レーリチでジェノヴァとの敵対関係の最終解決のため2度の会議が開かれ、20年間の和平条約が結ばれた。しかし1220年、フリードリヒ2世がチヴィタヴェッキアからポルトヴェーネレまでのティレニア海沿岸を自分の宗主権が及ぶ地域と確認した。反ピサを旗印に掲げたジェノヴァとトスカーナの反感が再熱したのである。その後の数年間のピサは、ガルファニャーナでルッカと激突し、カステル・デル・ボルコでフィレンツェ軍によって敗退させられた。ピサの強力な皇帝支持派としての位置が、神聖ローマ皇帝と格闘していた教皇に対してこの町を全く正反対にしてしまっていた。そしてついに教皇は北サルデーニャにあるピサの所領と町を奪い取ろうとした。
1238年、グレゴリウス9世は反皇帝派であるジェノヴァ＝ヴェネツィア間の同盟関係を樹立させ、結果としてその同盟は反ピサ同盟にもなった。一年後、グレゴリウス9世は皇帝フリードリヒ2世を破門し、1241年にはローマで反皇帝会議が招集された。1241年5月3日に、皇帝の息子であるエンツォが率いるピサの連合艦隊とシチリア船団が、北イタリアとフランス、トスカーナの前にあるイーゾラ・デル・ジーリオから運んできた高位聖職者を乗せたジェノヴァの護衛船へ攻撃を仕掛けた。ジェノヴァは25隻の船とおよそ1000人の船乗りが失われ、2人の枢機卿と1人の司教は身代金のため捕虜として連れ去られた。この目立った勝利の後、ローマでの会議は失敗した。しかし、ピサは破門された。この極端な処置は1257年に除かれただけだった。いずれにしろ、トスカーナ諸都市はコルシカの都市アレーリアを征服するのに好ましい位置にあり、その地の利を利用しようとしていた。1243年にはトスカーナ諸都市がジェノヴァを包囲しようと準備さえした。
リグーリアにあるジェノヴァ共和国はしかし、この一撃から素早く立ち直り、数年前にピサが征服していたレーリチを、1256年に奪い返した。
地中海での大きな拡張と商人階級の突出は、市の慣習における修正を勧告した。施政官のいるシステムは1230年に廃止され、新たな市の統治者は政軍の指導者として市民隊長 (Capitano del Popolo) と名付けられた。これらの改正にもかかわらず、征服地と共和国本国は、デッラ・ゲラルデスカ家とヴィスコンティ家の競争関係にある2貴族によって悩まされた。1237年、大司教と皇帝フリードリヒ2世がライバル関係の2家を和解させようと仲介したが、緊張は止まなかった。1254年、市民が暴動を起こし、コムーネにおける彼らの政治代表として12人のアンツィアーニ・デル・ポポロ（Anziani del Popolo、市民の長老）を押しつけた。彼らも立法権のある評議委員（貴族からなる）を補足し、新たな市民の評議委員とともに、主要なギルドや市民の会社の長老によって構成されていた。これらは、主要な全体議会と立法機関の法律を批准する権力を持っていた。

### 衰退
アルベルティーノ・モロシーニが指揮するピサ最高艦隊が、1284年8月6日のメローリアの海戦で、ベネデット・ザッカリーアとオベルト・ドーリア率いるジェノヴァ艦隊の輝かしい高等戦術に大敗を喫した時、ピサの衰退が始まった。この敗北でピサの海運力は終わり、共和国は二度と以前のような力を取り戻すことはなかった。1290年、ジェノヴァはピサの主要港であるピサーノ港を破壊した。そして、スキピオ・アエミリアヌスがカルタゴにしたように、塩で覆ったのである。ピサ周辺地域は、メローリア海戦によって数千人の船員を失った痛手から復活するのをピサに許さなかった。一方でリグーリア地方がジェノヴァへ十分な船員を補償したのである。品質が劣ったけれども品物が貿易で行き来し続けたが、アルノ川がその流れを変え始めた時、終焉がやってきた。川から上がって市の港へ入るガレー船を妨げるようになったのである。そして近郊でマラリアの流行がみられるようになった。1324年のうちに、サルデーニャ全体がアラゴン王国に奪われた。
常に皇帝派であったピサは、14世紀の過程で、コンドッティエーレであるウグッチョーネ・デッラ・ファッジュオーラ指揮のピサ軍はモンテカティーニの戦いでフィレンツェ共和国を敗退させさえし、ピサは再び軍事力を作り上げようとした。しかしそのすぐ後、ピサは共和国内の内部闘争によって二分され、力を失ったことで弱体化し、1406年にフィレンツェに占領された。1409年、ピサは大シスマ解消を目的としたピサ公会議の場となった。さらに15世紀、港が堆積され海から切り離されたことで、海への行き来がさらに困難になった。1494年にフランス王シャルル8世はナポリ王位を請求してイタリア諸国へ侵攻、フィレンツェ共和国が敗退し、ピサは第二次ピサ共和国として自治権を再生する機会をいきなりつかんだ。
しかし新たな自由は長くなかった。15年間の戦争と包囲戦の後、ピサは1509年にアントーニオ・ダ・フィリカヤ、アヴェラルド・サルヴィアーティ、ニッコロ・カッポーニ率いるフィレンツェ軍に再征服されたのである。トスカーナ第1の港の地位はリヴォルノに奪われた。ピサは主として第2の地位に甘んじ、1343年創立のピサ大学の存在によって文化的役割に駆り立てられた。その衰退ぶりは人口に明らかに見られ、中世以後ほぼ不変であった。
ピサは科学者ガリレオ・ガリレイの生誕地である。いまだ大司教座がとどまっている。

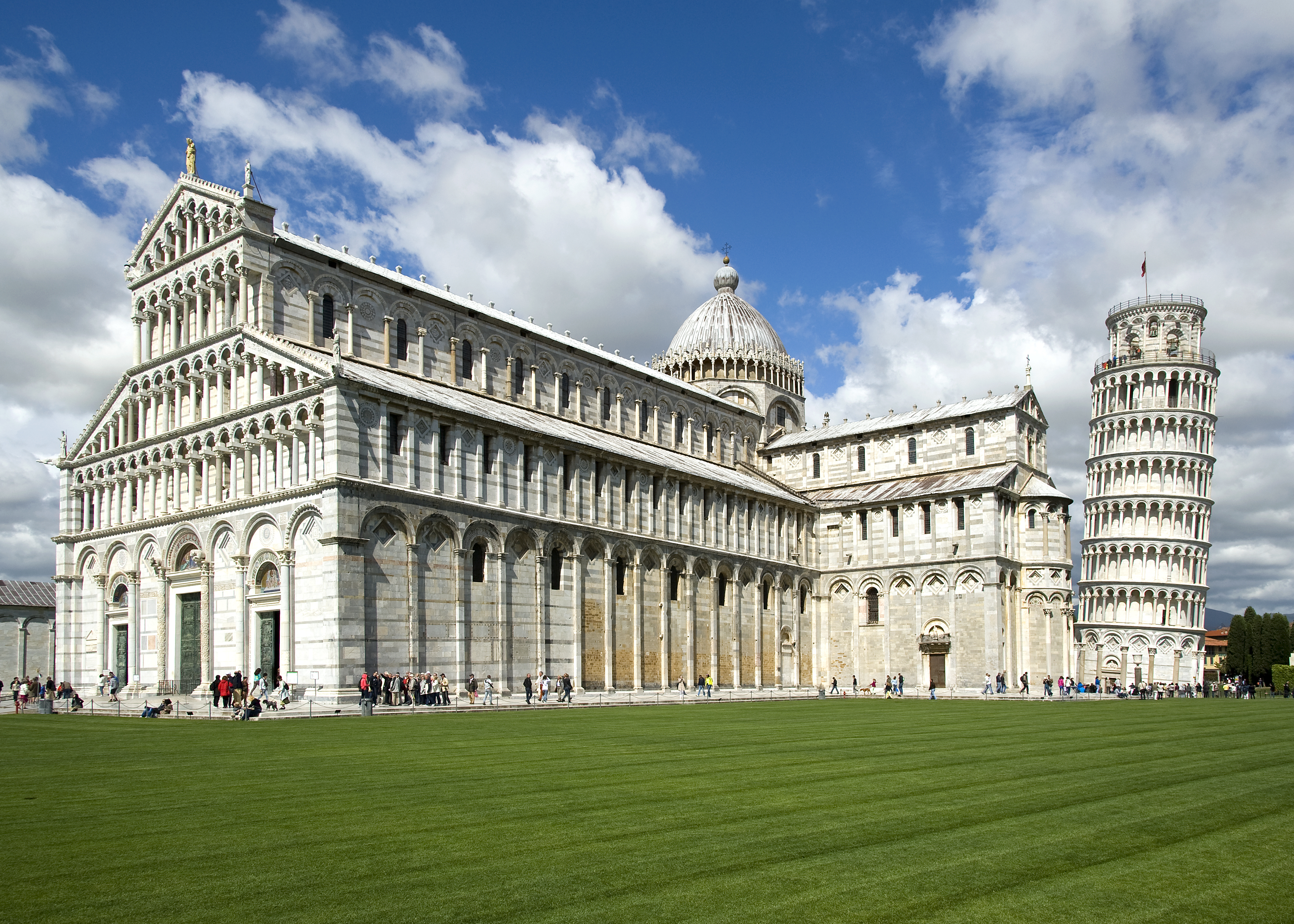
ピサ大聖堂と斜塔

第二次世界大戦中に繰り返し爆撃を受けたが、戦後には工業中心地および鉄道のハブ地となっている。

## みどころ

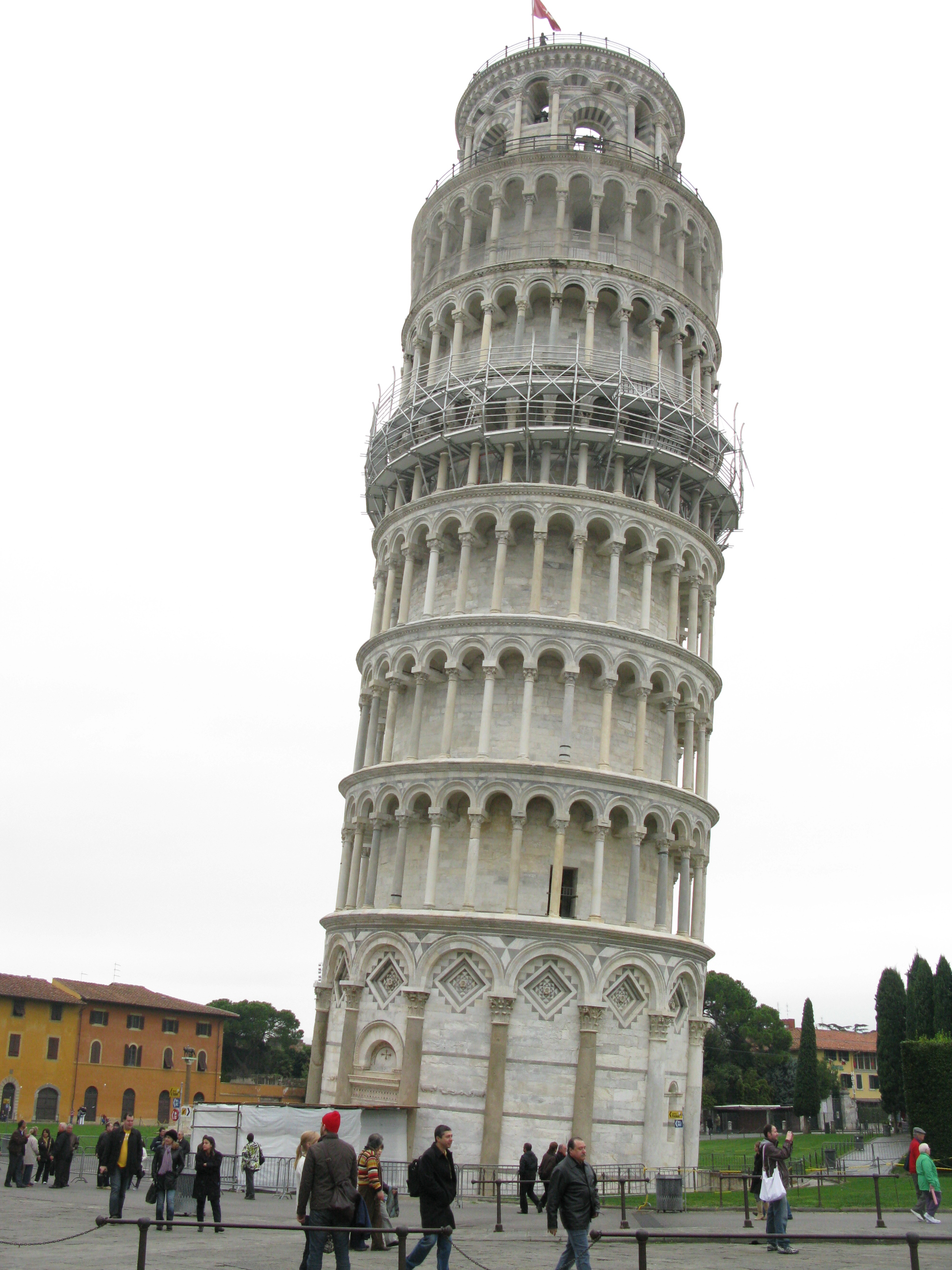
ピサの斜塔

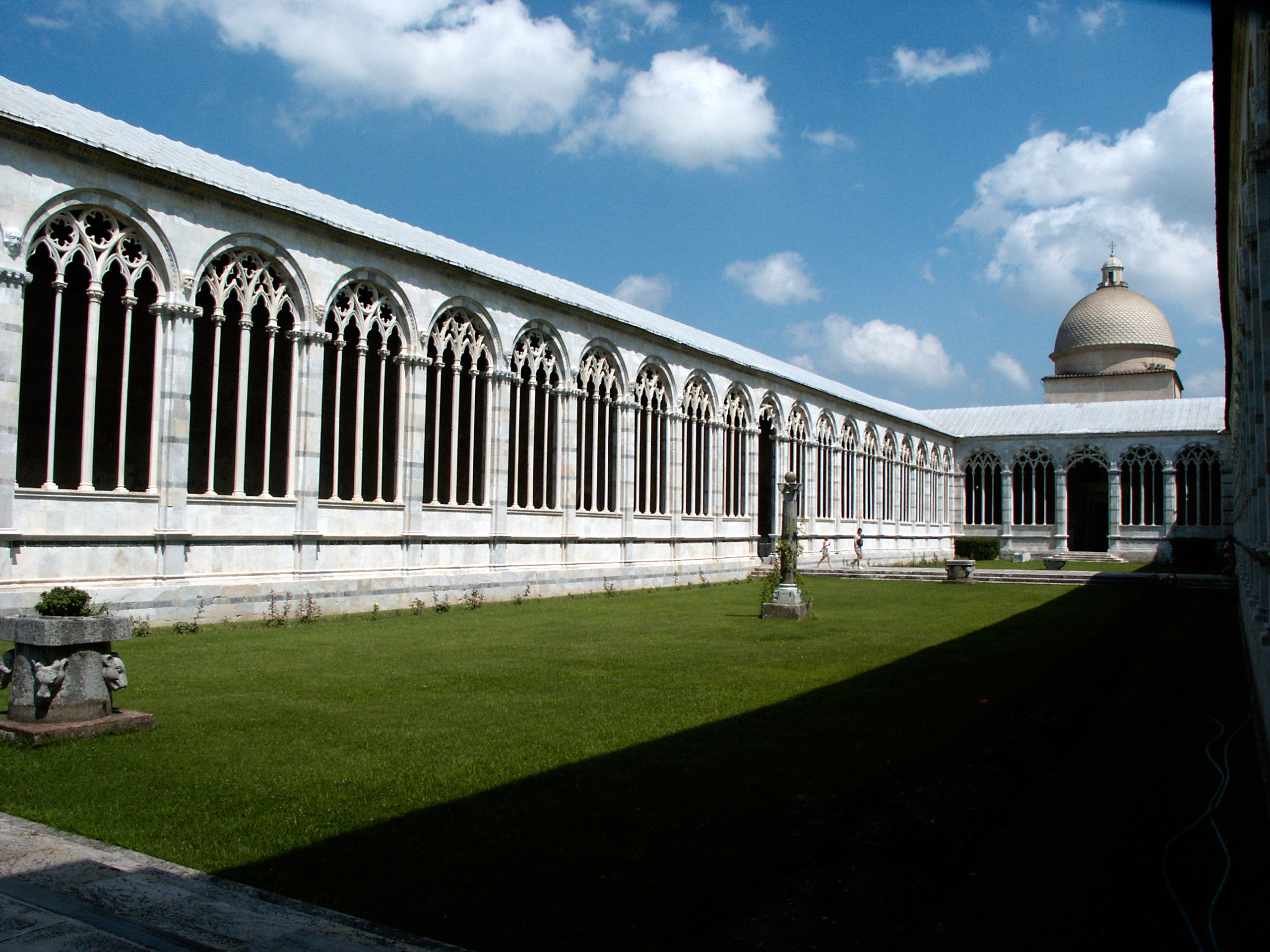
ミラコリ広場にあるカンポサント

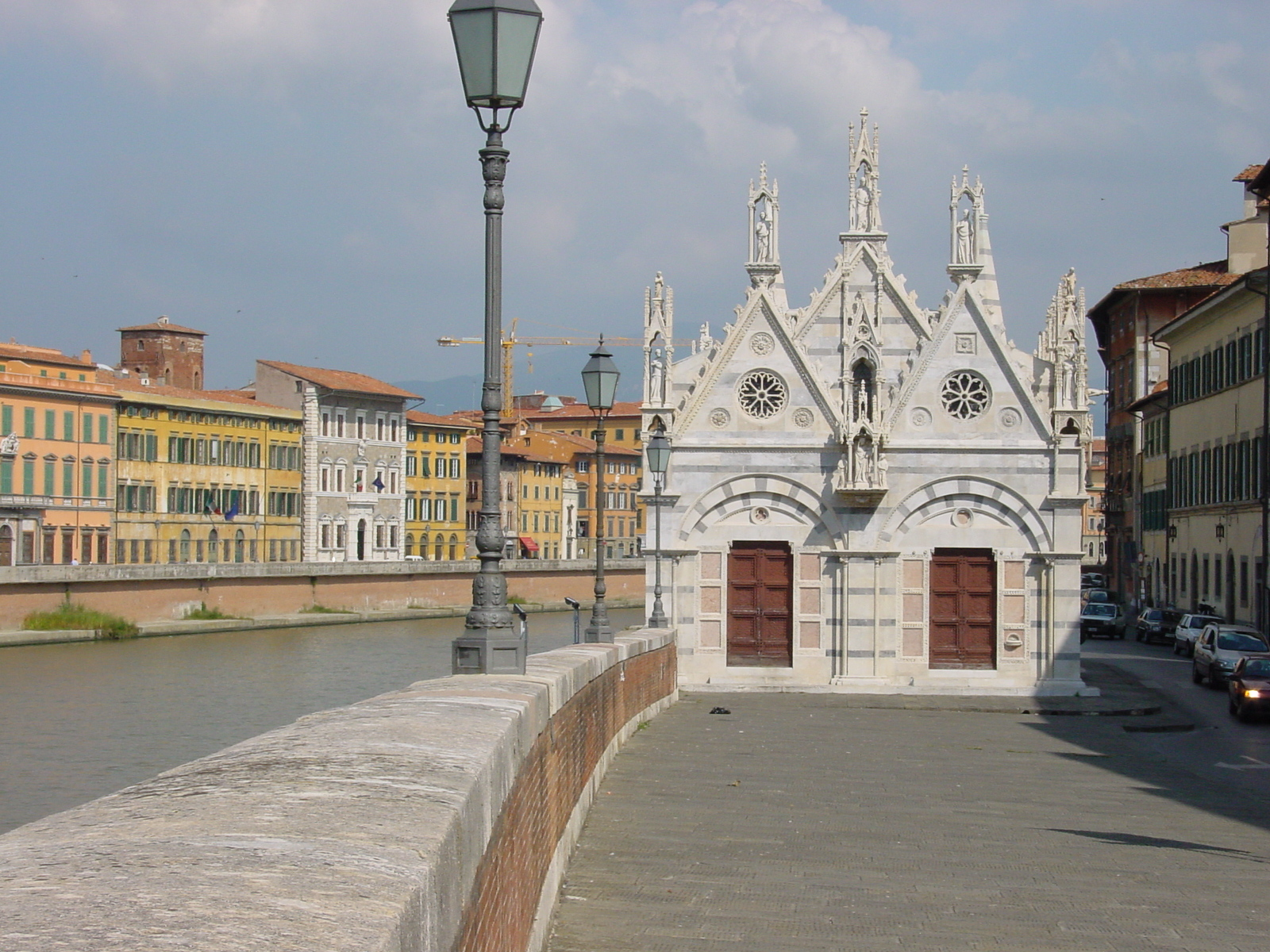
サンタ・マリア・デッラ・スピナ教会のファサード

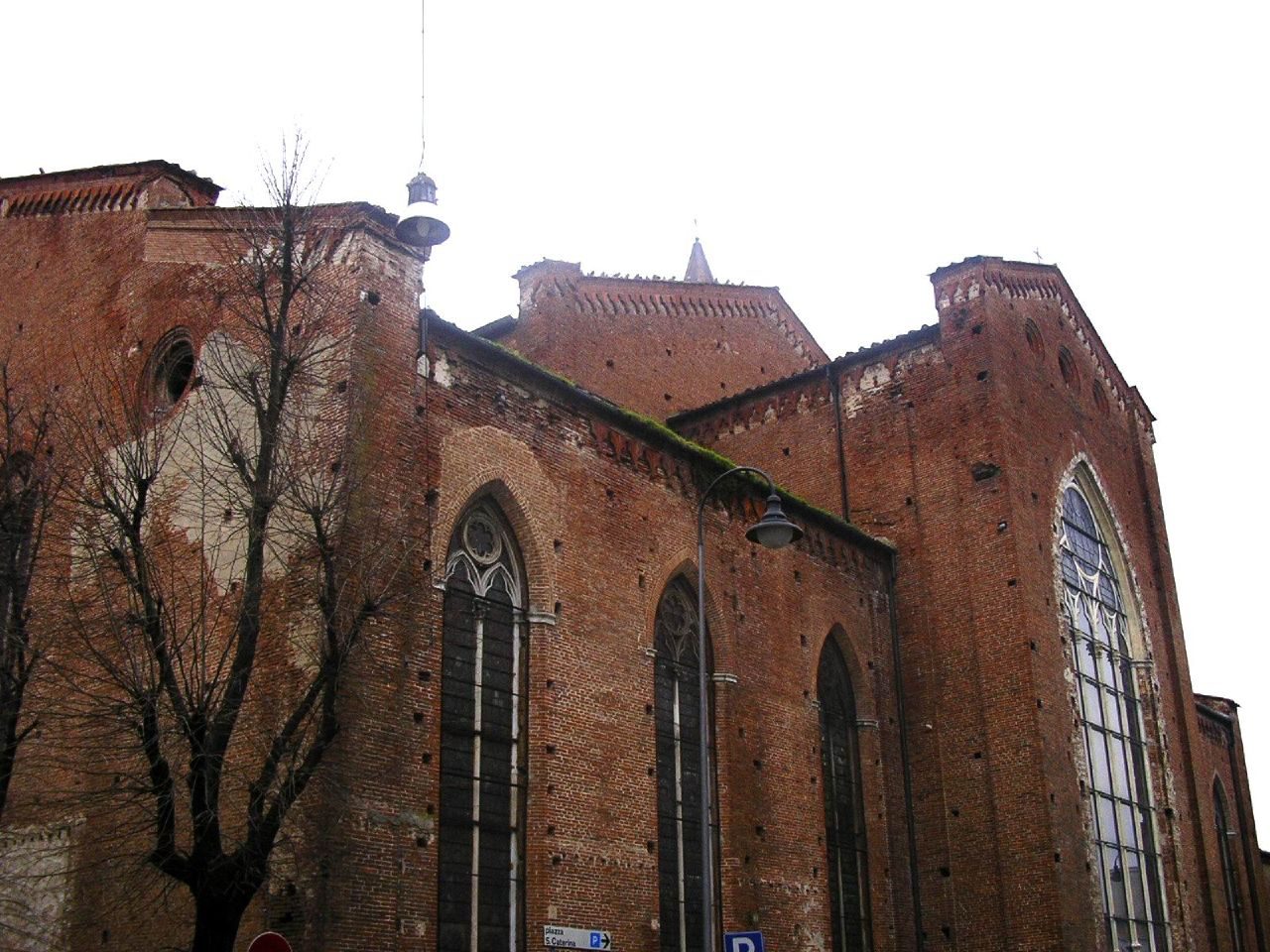
サン・フランチェスコ教会

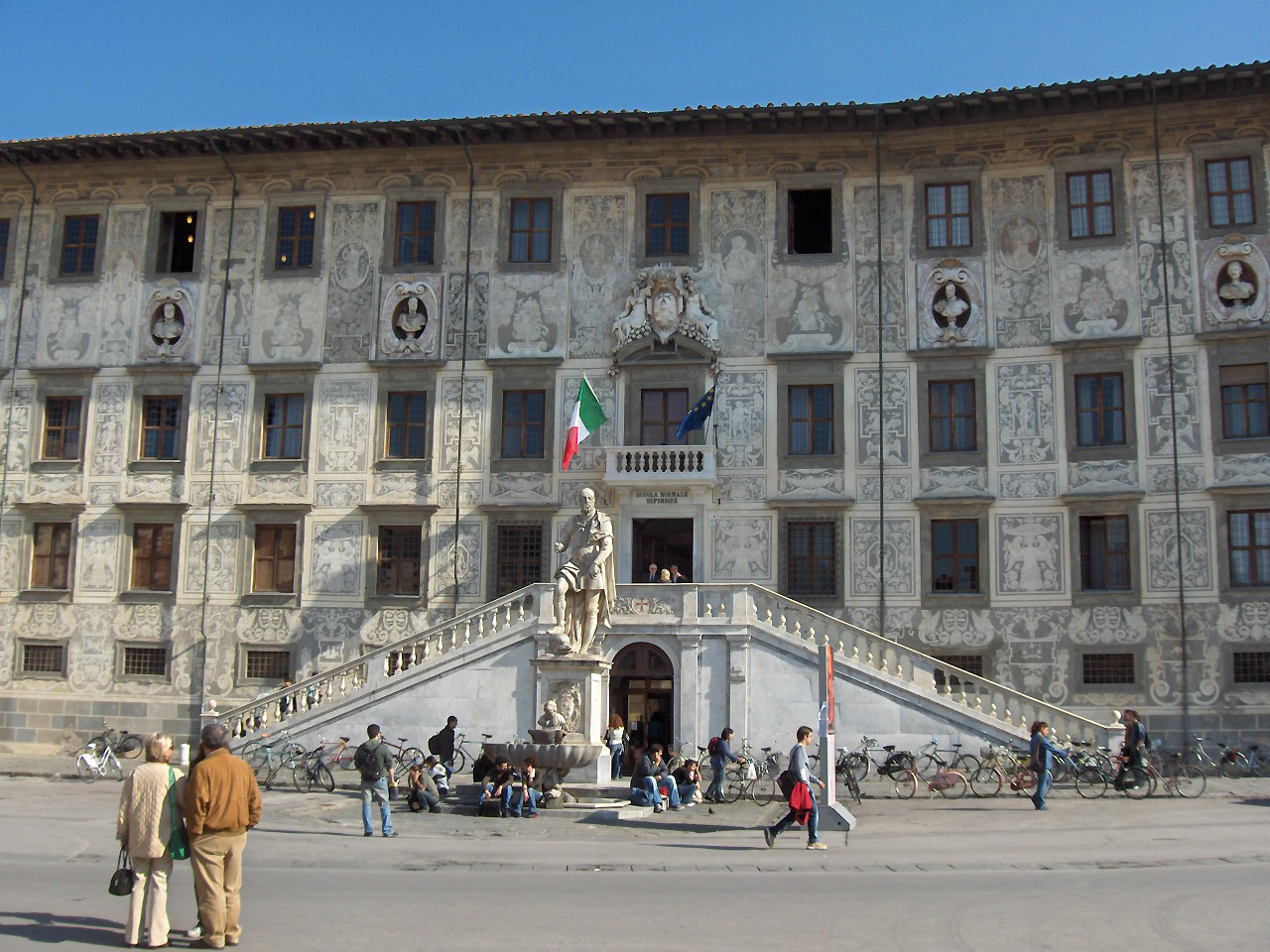
パラッツォ・デッラ・カロヴァーナ

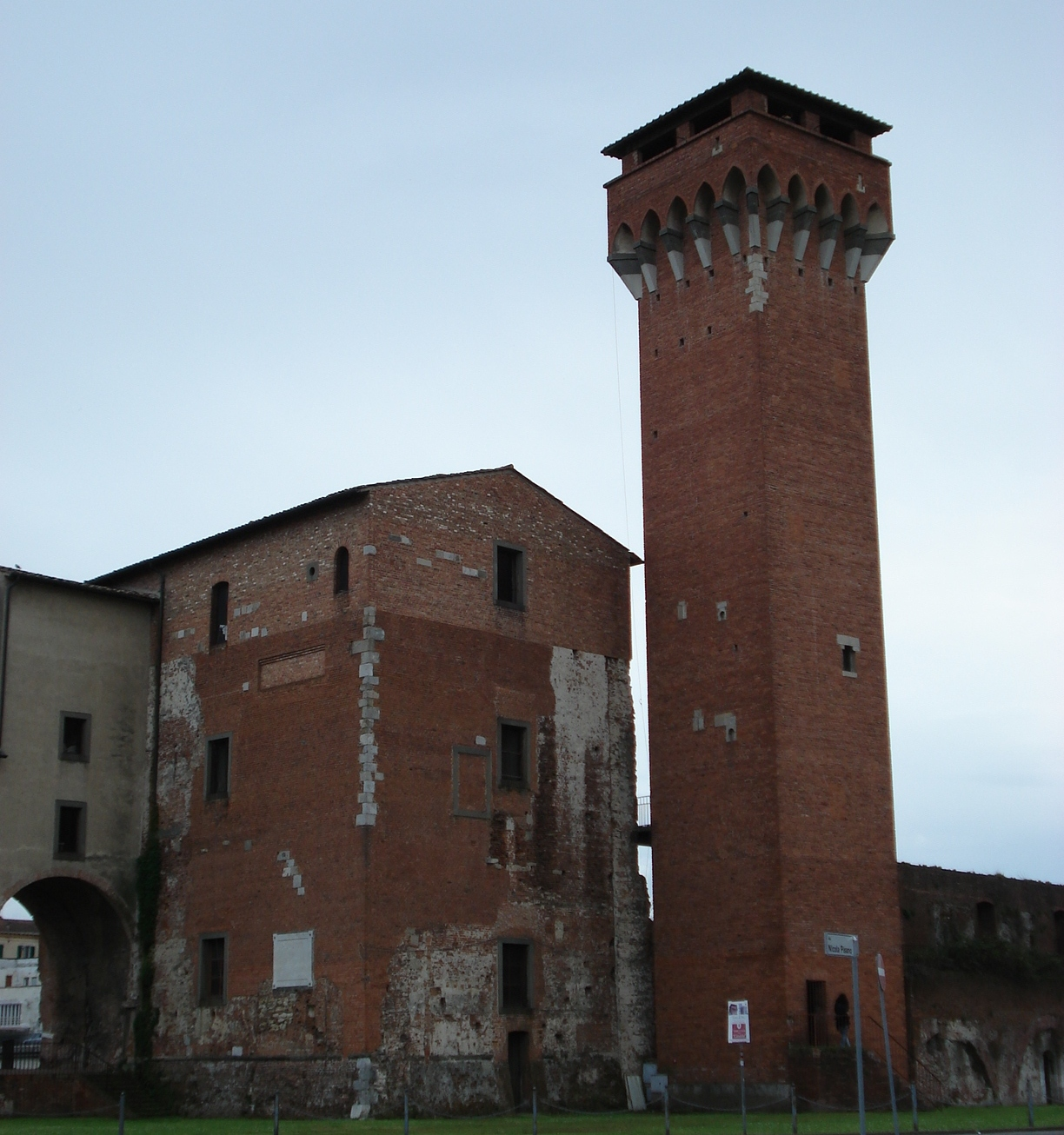
チッタデッラ

川を跨いで旧市街の北側には、ミラコリ広場（「ピサのドゥオモ広場」として世界遺産に登録）にはピサ大聖堂、ピサ洗礼堂、墓所（カンポサント）などの史跡や建築物があり、ピサの斜塔もその1つである。
- カヴァリエーリ広場 (Piazza dei Cavalieri) - 市第二の広場。かつて聖ステファノ騎士団本部が置かれていたことからこの名がついた。中世ピサの政治中心地であった。
- サント・ステファノ・デイ・カヴァリエーリ教会 (Chiesa di Santo Stefano dei Cavalieri) - ジョルジョ・ヴァサーリ設計。原型は本堂1つであったが、17世紀にさらに2つが加えられた。ドナテッロ作の胸像とヴァサーリ、アレッサンドロ・フェイ、ヤーコポ・リゴッツィ、ヤコポ・キメンティの絵画を所蔵。16世紀から18世紀、騎士団とトルコの多くの海戦からの略奪品も含まれる。
- サン・シスト教会 (Chiesa di San Sisto) - 教皇シクストゥス2世へ献堂。1133年聖化。以前は長老会議が行われたこともある。市内で有数の保存状態の良い初期ロマネスク様式建築。
- サン・フランチェスコ教会 (Chiesa di San Francesco) - 1276年以後建設。ジョヴァンニ・ディ・シモーネ設計。1343年に新しい礼拝堂が加えられた。一つの本堂と有名な鐘楼、15世紀の回廊で知られる。ゲラルデスカ礼拝堂にはウゴリーノ・デッラ・ゲラルデスカと息子たちを埋葬している。
- サン・フレディアーノ教会 (Chiesa di San Frediano) - 1061年建設。3つの側廊のあるバシリカの内装、12世紀からのキリスト磔像がある。16世紀に描かれたヴェントゥラ・サリンベーニ、ドメニコ・パッシニャーノ、アウレリーオ・ロミ、ルティリオ・マネッティの絵画が修繕の間に加えられた。
- サン・ニコラ教会 (Chiesa di San Nicola) - 1097年建設。1297年から1313年までアウグスチノ会によって拡大された。ジョヴァンニ・ピサーノ設計とされる。8角形の鐘楼は13世紀半ばからのもの。
- サンタ・マリア・デッラ・スピナ教会 (Chiesa di Santa Maria della Spina) - 1230年、ルポ・ディ・フランチェスコによるものとされるゴシック建築。
- サン・パオロ・ア・リパ・ダルノ教会 (Chiesa di San Paolo a Ripa d'Arno) - 952年頃創立。12世紀半ばに拡大。ピサ大聖堂と似ている。奇妙なピラミッド型の先端のある、ロマネスク様式のサンターガタ礼拝堂を伴う。
- ボルゴ・ストレット (Borgo Stretto) - アルノ川沿いのルニャルノ大通りと、中世のアーケード下をぶらつくことのできる近辺。ゴシックとロマネスクの折衷されたサン・ミケーレ・イン・ボルゴ教会（990年）を含む。そこには少なくとも2つの異なるたいそうな斜塔があり、一つは中央のサンタ・マリア通りの南端に、もう一方は川沿いの歩道ピアッジェを通り抜ける中途にある。
- メディチ宮殿 - かつて、1392年から1398年までピサを支配したアッピアーノ家が所有。1400年にメディチ家が獲得し、ロレンツォ・デ・メディチが滞在した。
- ピサ植物園 (Orto botanico di Pisa) - ヨーロッパ最古の大学付属植物園
- パラッツォ・レアーレ (Palazzo Reale) - かつてローマ貴族カエターニ家が住んだ。ここでガリレオ・ガリレイは、自分の天体望遠鏡で発見した惑星をトスカーナ大公へ見せた。宮殿はコジモ1世・デ・メディチのため1559年にバッチョ・バンディネッリが建てた。のち他の宮殿も含め拡大された。
- パラッツォ・ガンバコルティ (Palazzo Gambacorti) - 14世紀のゴシック様式。現在は市役所が入っている。内部では、ピサの海上の勝利を表したフレスコ画が見られる。
- パラッツォ・アゴスティーニ (Palazzo Agostini) - パラッツォ・デッルッゼーロ (Palazzo dell'Ussero) の名でも知られるゴシック様式の建物。15世紀のファサード、1155年以前からという古代の市城壁を持つ。建物の名は、1775年9月1日にできた歴史ある会合場所カッフェ・デッルッゼーロ (Caffè dell’Ussero) にちなむ。
- トゥットモンドの壁画 - キース・ヘリングが最後に行った公共の場の作品。サンタントーニオ教会の背面壁に1989年6月に描かれた。
- ムゼオ・デッロペラ・デル・ドゥオモ (Museo dell'Opera del Duomo) - ニコラ・ピサノ、ジョヴァンニ・ピサノの彫刻作品の原作を展示。他に大聖堂の至宝を展示。
- シノピエ美術館 (Museo delle Sinopie) - カンポサントから出た出土品を展示。
- 国立サン・マッテオ美術館 (Museo Nazionale di S. Matteo) - 12世紀から15世紀の彫刻と絵画を展示
- 国立パラッツォ・レアーレ美術館 (Museo Nazionale di Palazzo Reale) - パラッツォ・レアーレに暮らした貴族らの所有物を展示
- ムゼオ・ナツィオナーレ・デッリ・ストルメンティ・ペル・イル・カルコーロ (Museo Nazionale degli Strumenti per il Calcolo) - 科学分野で用いられた器具の収集品を展示。ピーテル・ファン・ミュッセンブルークの圧縮機、おそらくガリレイ所有とされているコンパスなど
- ピサ大学自然史博物館 (Museo di storia naturale e del territorio dell'Università di Pisa) - 市郊外のチェルトーザ・ディ・ピサにある。ヨーロッパ有数の大きさのクジラ目の骨格を展示

ピサは、ピサ大学の所在地である。ピサ大学はメインキャンパスを持たずピサ市内に講義棟が点在していることが特徴的である。特に物理学、数学、工学、コンピューター科学の各分野で名高い。サンターナ大学院大学、ピサ高等師範学校は、イタリアの学問研究のエリート養成機関で、主として大学院生の教育と研究を行う。そのほか、イタリア学術会議 (CNR) 所属の有機金属化学研究所 (ICCOM) 拠点があり、計算機科学、情報科学などの研究が盛んである。
東側の地中海に面した高級住宅街マリーナ・ディ・ピサ (en) は、年金生活者が多く暮らす夏のリゾート地である。

## 気候
| 月            | 1月 | 2月 | 3月 | 4月 | 5月 | 6月 | 7月 | 8月 | 9月 | 10月 | 11月 | 12月 | 年間 |
| ------------- | --- | --- | --- | --- | --- | --- | --- | --- | --- | ---- | ---- | ---- | ---- |
| 最高気温 (°C) | 10  | 11  | 15  | 18  | 22  | 26  | 30  | 29  | 26  | 21   | 16   | 11   | 19.6 |
| 最低気温 (°C) | 2   | 3   | 4   | 7   | 10  | 14  | 18  | 17  | 14  | 11   | 6    | 2    | 9    |
| 降水量 (mm)   | 69  | 71  | 72  | 85  | 56  | 48  | 28  | 52  | 93  | 112  | 135  | 80   | 901  |

## 行政

### 分離集落
ピサには、以下の分離集落（フラツィオーネ）がある。
- Calambrone, Coltano, Marina di Pisa, San Piero a Grado-La Vettola, San Rossore, Tirrenia

## 交通
- 空港 - 中心から市バスで10分ほどでガリレオ・ガリレイ国際空港がある。
- バス - カンパーニア・ピサーナ・トランスポルティが市バスを運営。バス・ステーションはサンタントーニオ広場にある。
- 鉄道 - 市内には、ピサ中央駅、ピサ・アエロポルト駅（ガリレオ・ガリレイ国際空港の隣）、ピサ・サン・ロッソーレ駅がある。ピサ中央駅からは、ローマ、ジェノヴァ、トリノ、リヴォルノ、フィレンツェなどへの路線であるピサ＝ラ・スペーツィア＝ジェノヴァ線、レオポルダ線、ピサ＝リヴォルノ＝ローマ線がある。
- 道路 - 高速道路アウストラーダA11、アウストラーダA12の他、幹線道路ストラーダ・スタターレ12を利用する。

## スポーツ
- ピサ・カルチョ - プロサッカークラブ

## 映画
ピエル・パオロ・パゾリーニの『王妃メディア』、第30回カンヌ国際映画祭パルムドールを受賞した『父 パードレ・パドローネ』、第69回アカデミー賞作品賞を受賞した『イングリッシュ・ペイシェント』が、ピサで撮影された。

## 出身著名人
- レオナルド・フィボナッチ（数学者）
- ジョヴァンニ・ピサーノ（彫刻家、建築家）
- ガリレオ・ガリレイ（天文学、物理学者）
- ルドルフ・ヨハネス・フォン・エスターライヒ（作曲家、宗教家）
- フィリッポ・ブオナローティ（革命家）
- ジョヴァンニ・バッティスタ・ドナティ（天文学者）
- ティッタ・ルッフォ（バリトン歌手）
- ジッロ・ポンテコルヴォ（映画監督）
- アントニオ・タブッキ（作家）
- ダリオ・マリアネッリ（作曲家）
- ジョバンニ・ガッリ（サッカー選手）
- ミケーレ・バルトリ（自転車ロードレース選手）
- アレッサンドロ・ビリンデッリ（サッカー選手）
- マルコ・ストラーリ（サッカー選手）

## 姉妹都市
- アンジェ、フランス
- アッコ、イスラエル
- カリャリ、イタリア
- コーラルゲーブルス、アメリカ合衆国
- コリング、デンマーク
- コルンバ、ブラジル
- ウナ、 ドイツ
- ナイルス、アメリカ合衆国
- サンティアゴ・デ・コンポステーラ、スペイン